# Sing (canção de Annie Lennox)
Sing, é uma música de Annie Lennox que faz parte do quarto álbum solo, Songs of Mass Destruction. A cantora reuniu um coro de 23 cantoras famosas, entre as quais Madonna, Shakira, Fergie, Gladys Knight, Dido, Celine Dion, Pink e Faith Hill, e em conjunto gravaram esta música com o objectivo de angariar fundos e consciencializar para a campanha de Nelson Mandela contra a Aids, a "HIV/AIDS Organization, Treatment Action Campaign (TAC)". O single foi lançado nos Estados Unidos em 3 de Outubro de 2007, mas não alcançou uma posição na Billboard Hot 100.
Produzido por Glen Ballard, o primeiro álbum de Lennox em quatro anos.

## Cantoras
O coro é composto por: 
- Madonna
- Celine Dion
- Pink
- Shakira
- KT Tunstall
- Dido
- Faith Hill
- Fergie
- Sugababes
- Beth Orton
- Bonnie Raitt
- Martha Wainwright
- Joss Stone
- Melissa Etheridge
- Angelique Kidjo
- Beverley Knight
- K. D. Lang
- Shingai Shoniwa
- Gladys Knight
- Isobel Campbell
- Sarah McLachlan
- Anastacia

## Posição nos Tops
| Tabela                             | Posição |
| ---------------------------------- | ------- |
| U.S. Billboard Hot Dance Club Play | 19      |
| Polish National Top 50             | 41      |